# Savignac (Gironde)
Pour les articles homonymes, voir Savignac.
Savignac est une commune du Sud-Ouest de la France, située dans le département de la Gironde, en région Nouvelle-Aquitaine.

## Géographie

### Localisation
Arrosée par la Bassanne, la commune de Savignac se situe dans l'est du département, au sud (rive gauche) de la Garonne, à 57 km au sud-est de Bordeaux, chef-lieu du département, à 12 km à l'est-sud-est de Langon, chef-lieu d'arrondissement, à 5 km au nord-est d'Auros, ancien chef-lieu de canton, à 11 km au Sud-ouest de La Réole, chef-lieu du Canton Savignac est aussi située a proximité de Sauternes.

### Communes limitrophes
Les communes limitrophes sont Castets et Castillon au nord (anciennement Castillon-de-Castets), Pondaurat au nord-est, Aillas au sud-est, Berthez au sud, Auros au sud-ouest, Brannens à l'ouest et Bieujac au nord-ouest.
| Bieujac  | Castets et Castillon | Pondaurat |
| Brannens | Savignac             |           |
| Auros    | Berthez              | Aillas    |

### Géologie et relief
Au Nord-Ouest où se situe une grande plaine recouverte de champs, au Nord où la plus grande partie du village se situe plusieurs montées et descentes qui se répètent plusieurs fois, Au Nord-Est se situe une grande plaine recouverte de plusieurs grands bois, Au Sud plusieurs collines surplombent les bois, Au Sud Ouest se situe aussi une grande plaine, Et au Sud-Est plusieurs collines recouvertes de bois s'y situent.

### Hydrographie
La partie est de la commune est arrosée par la Bassanne qui vient d'Aillas et coule vers Pondaurat et que le village surplombe d'une cinquantaine de mètres.

### Climat
Pour des articles plus généraux, voir Climat de la Nouvelle-Aquitaine et Climat de la Gironde.
Historiquement, la commune est exposée à un climat océanique aquitain.  
En 2020, Météo-France publie une typologie des climats de la France métropolitaine dans laquelle la commune est exposée à un climat océanique et est dans la région climatique  Aquitaine, Gascogne, caractérisée par une pluviométrie abondante au printemps, modérée en automne, un faible ensoleillement au printemps, un été chaud (19,5 °C), des vents faibles, des brouillards fréquents en automne et en hiver et des orages fréquents en été (15 à 20 jours).
Pour la période 1971-2000, la température annuelle moyenne est de 12,9 °C, avec une amplitude thermique annuelle de 14,4 °C. Le cumul annuel moyen de précipitations est de 839 mm, avec 10,4 jours de précipitations en janvier et 6,8 jours en juillet. Pour la période 1991-2020, la température moyenne annuelle observée sur la station météorologique la plus proche, située sur la commune de Cazats à 10 km à vol d'oiseau, est de 13,7 °C et le cumul annuel moyen de précipitations est de 825,5 mm,. Pour l'avenir, les paramètres climatiques de la commune estimés pour 2050 selon différents scénarios d’émission de gaz à effet de serre sont consultables sur un site dédié publié par Météo-France en novembre 2022.

## Urbanisme

### Typologie
Au 1er janvier 2024, Savignac est catégorisée commune rurale à habitat dispersé, selon la nouvelle grille communale de densité à sept niveaux définie par l'Insee en 2022.
Elle est située hors unité urbaine et hors attraction des villes,.

### Occupation des sols

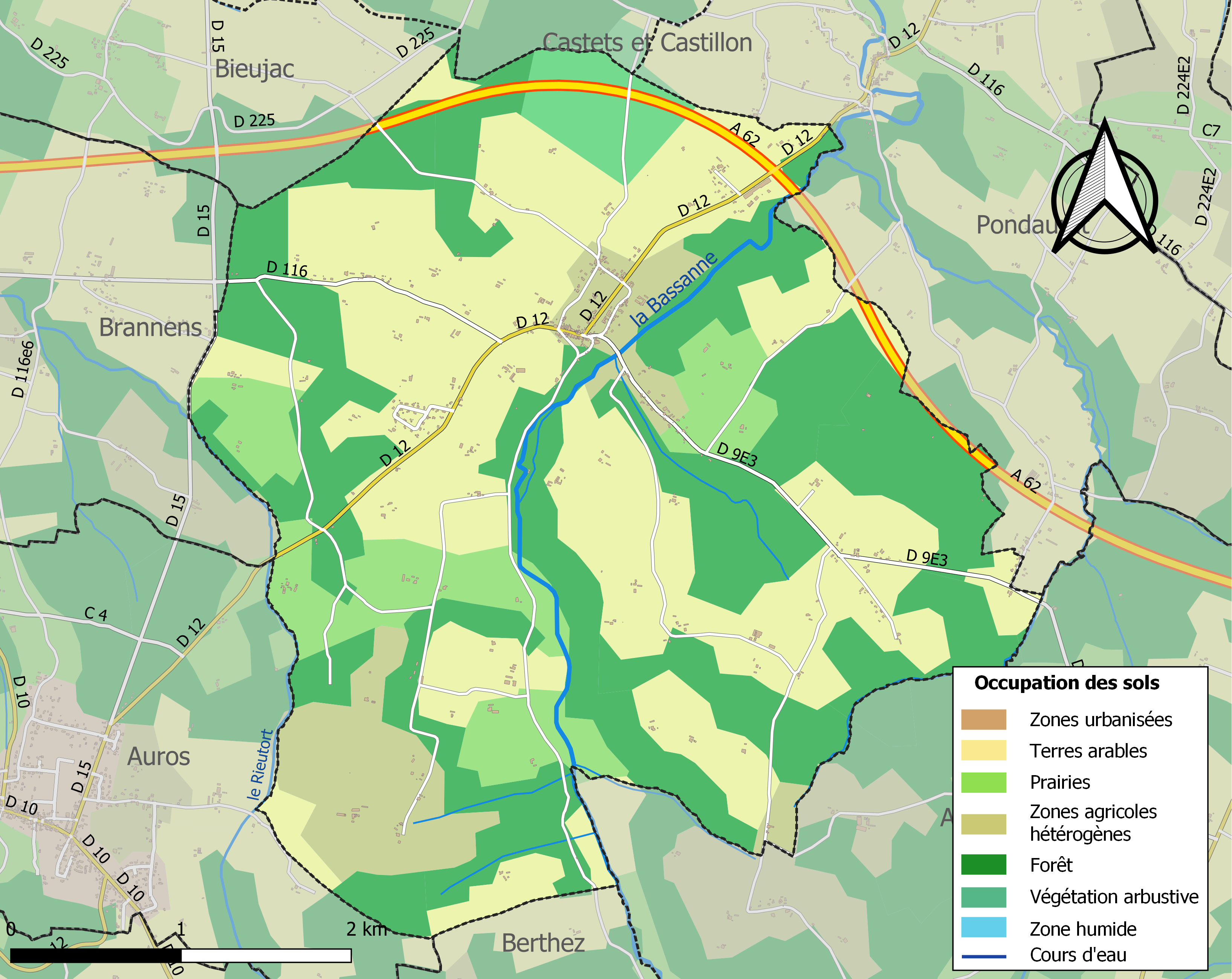
Carte des infrastructures et de l'occupation des sols de la commune en 2018 (CLC).

L'occupation des sols de la commune, telle qu'elle ressort de la base de données européenne d’occupation biophysique des sols Corine Land Cover (CLC), est marquée par l'importance des territoires agricoles (58,7 % en 2018), une proportion sensiblement équivalente à celle de 1990 (58,5 %). La répartition détaillée en 2018 est la suivante : 
terres arables (39,7 %), forêts (38,5 %), prairies (10 %), zones agricoles hétérogènes (9 %), milieux à végétation arbustive et/ou herbacée (2,8 %). L'évolution de l’occupation des sols de la commune et de ses infrastructures peut être observée sur les différentes représentations cartographiques du territoire : la carte de Cassini (XVIIIe siècle), la carte d'état-major (1820-1866) et les cartes ou photos aériennes de l'IGN pour la période actuelle (1950 à aujourd'hui).

### Voies de communication et transports
Le bourg est traversé par la route départementale D 12 qui relie La Réole au nord-est, en passant par Pondaurat, à Auros au sud-ouest. D'est en ouest, le bourg est traversé par la route départementale D 116 qui vient de Langon et par la route départementale D 9e3 qui permet de rejoindre la route départementale D 9 (La Réole au nord et Aillas au sud puis Bazas au sud-ouest ou Grignols au sud-est).
L'autoroute la plus proche est l'autoroute A62 dont l'accès no 4, dit de La Réole, est distant de 7 km par la route vers l'est. Cette autoroute traverse d'ailleurs tout le nord du territoire communal.
L'accès no 1, dit de Bazas, à l'autoroute A65 (Langon-Pau) se situe à 18 km vers le sud-ouest.
La gare SNCF la plus proche est celle, distante de 10 km par la route vers le nord-est, de La Réole sur la ligne Bordeaux-Sète du TER Nouvelle-Aquitaine.

### Risques majeurs
Le territoire de la commune de Savignac est vulnérable à différents aléas naturels : météorologiques (tempête, orage, neige, grand froid, canicule ou sécheresse), feux de forêts et séisme (sismicité très faible). Un site publié par le BRGM permet d'évaluer simplement et rapidement les risques d'un bien localisé soit par son adresse soit par le numéro de sa parcelle.
Savignac est exposée au risque de feu de forêt. Depuis le 20 avril 2016, les départements de la Gironde, des Landes et de Lot-et-Garonne disposent d’un règlement interdépartemental de protection de la forêt contre les incendies. Ce règlement vise à mieux prévenir les incendies de forêt, à faciliter les interventions des services et à limiter les conséquences, que ce soit par le débroussaillement, la limitation de l’apport du feu ou la réglementation des activités en forêt. Il définit en particulier cinq niveaux de vigilance croissants auxquels sont associés différentes mesures,.

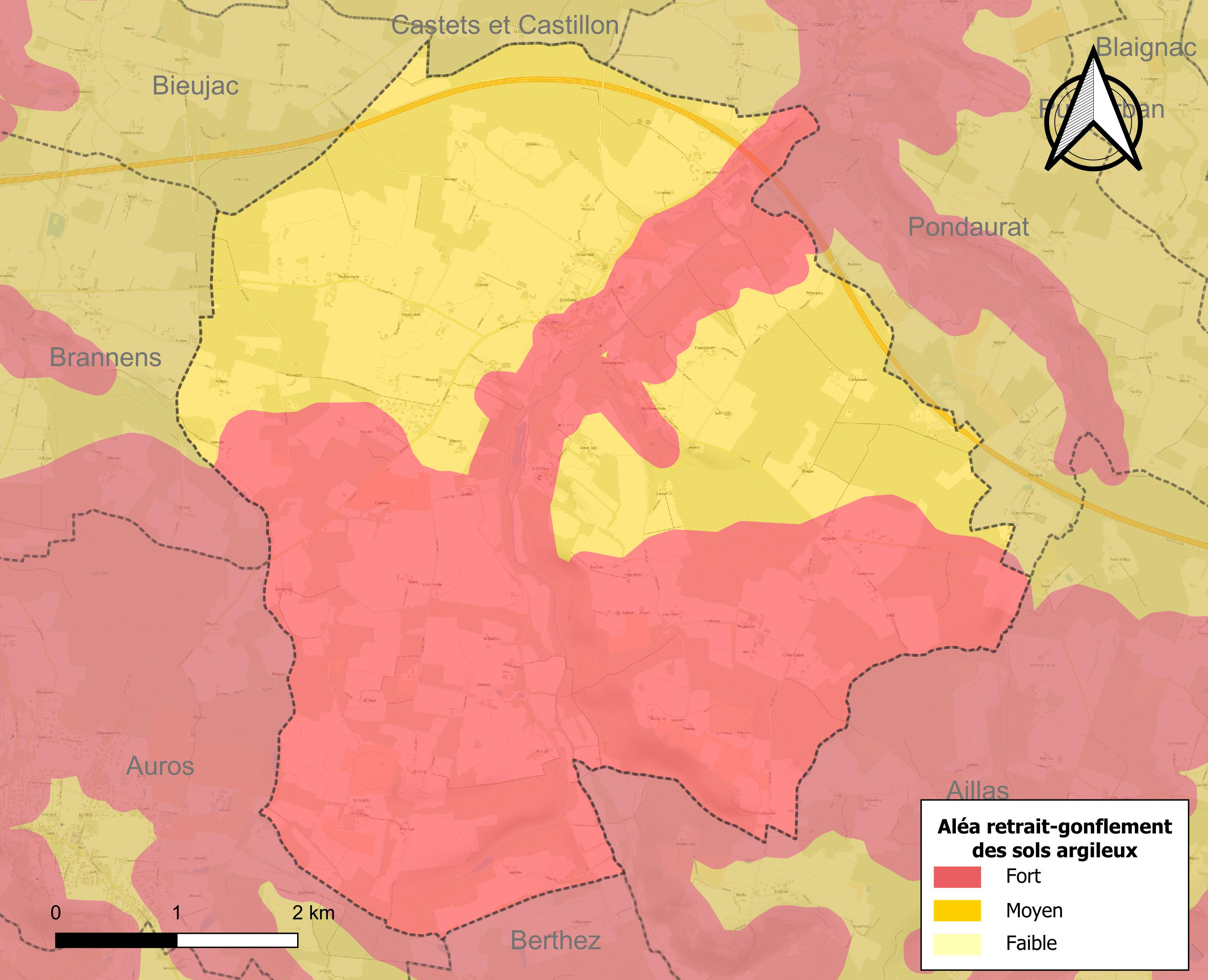
Carte des zones d'aléa retrait-gonflement des sols argileux de Savignac.

Le retrait-gonflement des sols argileux est susceptible d'engendrer des dommages importants aux bâtiments en cas d’alternance de périodes de sécheresse et de pluie. La totalité de la commune est en aléa moyen ou fort (67,4 % au niveau départemental et 48,5 % au niveau national). Sur les 278 bâtiments dénombrés sur la commune en 2019, 278 sont en aléa moyen ou fort, soit 100 %, à comparer aux 84 % au niveau départemental et 54 % au niveau national. Une cartographie de l'exposition du territoire national au retrait gonflement des sols argileux est disponible sur le site du BRGM,.
La commune a été reconnue en état de catastrophe naturelle au titre des dommages causés par les inondations et coulées de boue survenues en 1982, 1999, 2009 et 2020, par la sécheresse en 2011 et par des mouvements de terrain en 1999.

## Toponymie
En gascon, le nom de la commune est Savinhac.
Ses habitants sont appelés les Savignacais.

## Histoire
À la Révolution, la paroisse Saint-Jean de Savignac forme la commune de Savignac.

## Politique et administration
| Période                                  | Période  | Identité             | Étiquette | Qualité       |
| ---------------------------------------- | -------- | -------------------- | --------- | ------------- |
| 1793                                     | 1794     | Jean Desclaux        |           |               |
| 1800                                     | 1809     | Pierre Dussaux       |           |               |
| 1809                                     | 1815     | Frédéric Salviat     |           |               |
| 1815                                     | 1824     | Jacques de Peyrusse  |           |               |
| 1824                                     | 1831     | Louis Jean Salviat   |           |               |
| 1831                                     | 1834     | Jean Marsan          |           |               |
| 1834                                     | 1840     | Vital Vigneau        |           |               |
| 1840                                     | 1856     | Louis Salviat        |           |               |
| 1856                                     | 1870     | Jean Seguinard       |           |               |
| 1870                                     | 1871     | François Marsan      |           |               |
| 1871                                     | 1876     | Jean Seguinard       |           |               |
| 1876                                     | 1879     | Etienne Violle       |           |               |
| 1879                                     | 1881     | François Marsan      |           |               |
| 1881                                     | 1884     | Jean Abaut           |           |               |
| 1884                                     | 1904     | François Boussinot   |           |               |
| 1904                                     | 1919     | Raymond Cheminade    |           |               |
| 1919                                     | 1929     | Bernard Mounissens   |           |               |
| 1929                                     | 1935     | Casimir Cazemajou    |           |               |
| 1935                                     | 1965     | André Duffau         |           |               |
| 1965                                     | 1995     | Jean Elian Cazemajou |           |               |
| 1995                                     | 2001     | Jean Pierre Benquet  |           |               |
| 2001                                     | 2008     | Jean Abrous          |           |               |
| mars 2008                                | En cours | Patrick Monto        |           | Fonctionnaire |
| Les données manquantes sont à compléter. |          |                      |           |               |

### Intercommunalité
Le 1er janvier 2014, la communauté de communes du Pays d'Auros ayant été supprimée, la commune de Savignac s'est retrouvée intégrée à la communauté de communes du Réolais en Sud Gironde siégeant à La Réole.
En matière de développement socio-économique, la commune est adhérente, à l'instar des anciennes communes de la CC du Pays d'Auros, du syndicat mixte du Pays des Rives de Garonne.

## Démographie
L'évolution du nombre d'habitants est connue à travers les recensements de la population effectués dans la commune depuis 1793. Pour les communes de moins de 10 000 habitants, une enquête de recensement portant sur toute la population est réalisée tous les cinq ans, les populations de référence des années intermédiaires étant quant à elles estimées par interpolation ou extrapolation. Pour la commune, le premier recensement exhaustif entrant dans le cadre du nouveau dispositif a été réalisé en 2004.

En 2022, la commune comptait 646 habitants, en évolution de +1,41 % par rapport à 2016 (Gironde : +6,91 %, France hors Mayotte : +2,11 %).
| 1793 | 1800 | 1806 | 1821 | 1831 | 1836 | 1841 | 1846 | 1851 |
| ---- | ---- | ---- | ---- | ---- | ---- | ---- | ---- | ---- |
| 633  | 636  | 571  | 523  | 627  | 650  | 631  | 651  | 666  |

| 1856 | 1861 | 1866 | 1872 | 1876 | 1881 | 1886 | 1891 | 1896 |
| ---- | ---- | ---- | ---- | ---- | ---- | ---- | ---- | ---- |
| 682  | 725  | 702  | 679  | 724  | 746  | 740  | 704  | 748  |

| 1901 | 1906 | 1911 | 1921 | 1926 | 1931 | 1936 | 1946 | 1954 |
| ---- | ---- | ---- | ---- | ---- | ---- | ---- | ---- | ---- |
| 738  | 750  | 718  | 638  | 618  | 570  | 586  | 579  | 614  |

| 1962 | 1968 | 1975 | 1982 | 1990 | 1999 | 2004 | 2006 | 2009 |
| ---- | ---- | ---- | ---- | ---- | ---- | ---- | ---- | ---- |
| 617  | 586  | 445  | 437  | 464  | 493  | 507  | 507  | 575  |

| 2014 | 2019 | 2022 | - | - | - | - | - | - |
| ---- | ---- | ---- | - | - | - | - | - | - |
| 628  | 626  | 646  | - | - | - | - | - | - |

## Culture et patrimoine

### Lieux et monuments
- L'église Saint-Roch qui fait face à la route d'Auros est construite sur un éperon rocheux qui surplombe d'une cinquantaine de mètres la vallée de la Bassanne. Elle date du XIIe siècle. Son portail a subi une restauration véritablement hasardeuse comme en témoigne le tympan qui comporte un chrisme pourtant précieux.
- L'église abrite un groupe sculpté du XVIe siècle représentant sainte Anne et la Vierge, classé à l'inventaire des monuments historiques et protégé depuis 1984[27].

### L’église Saint Roch
Son histoire commence avant tout par l’histoire de Saint Roch.
Source ARSES (Association pour la rénovation et la sauvegarde de l’église de Savignac)

Il était né dans une très riche famille de Montpellier vers 1300. Jeune, il perd ses parents et c’est alors qu’il se décide à mener une vie de pèlerin, emportant la moitié de sa fortune pour les pauvres qu’il rencontrera, mettant en garde l’autre partie auprès de son oncle pour y puiser quand cela s’avérait nécessaire. Sur la route, il soigna de nombreux malades de la peste. Quand il revint au pays, Montpellier est en proie à la guerre civile. Il fut pris pour espion. Il mourut oublié en prison après cinq années de détention. Il fut identifié pas sa grand-mère en raison d’une tache de vin en forme de croix qu’il portait sur sa poitrine depuis sa naissance.

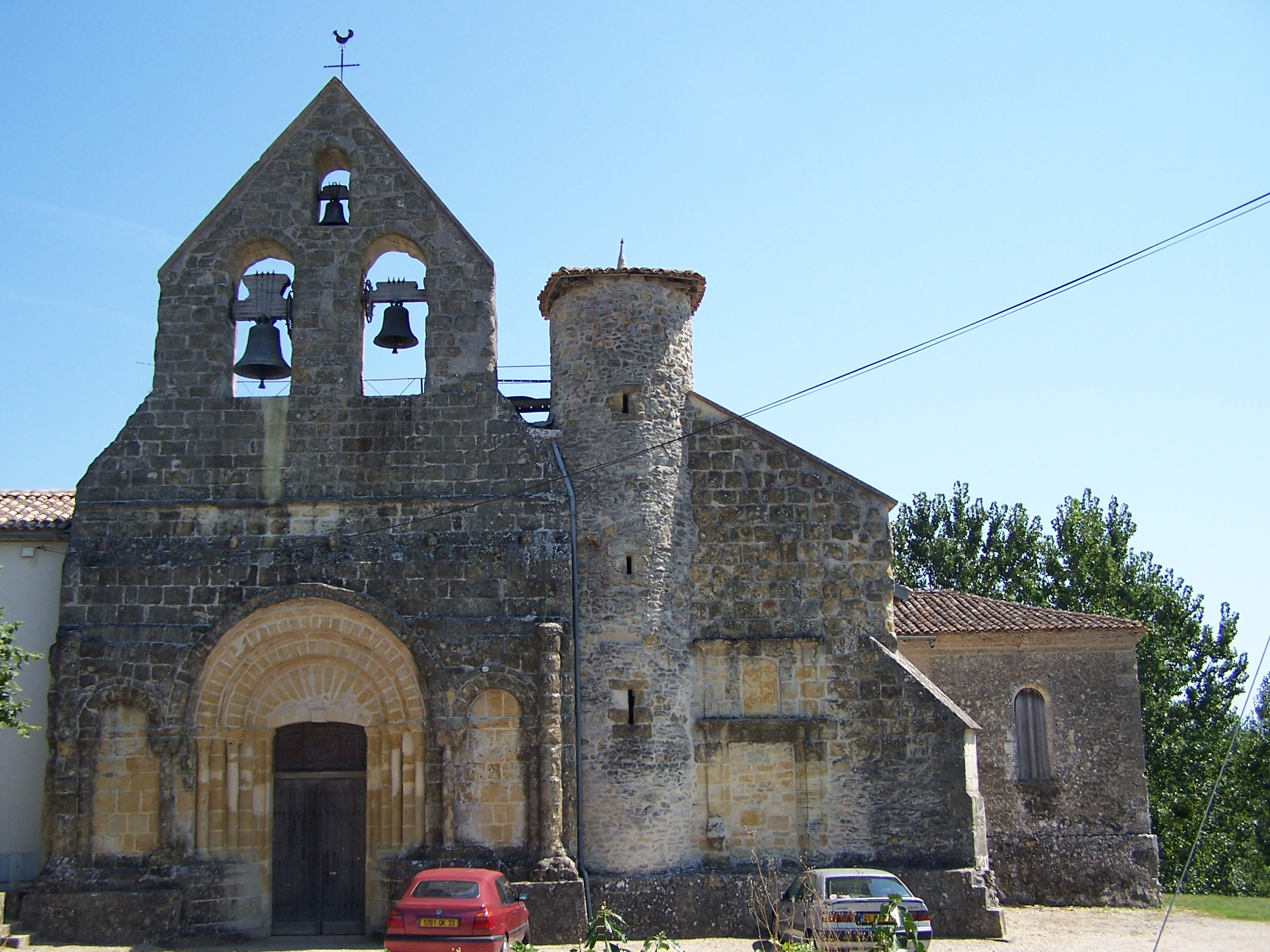
L'église Saint-Roch (juil. 2009)
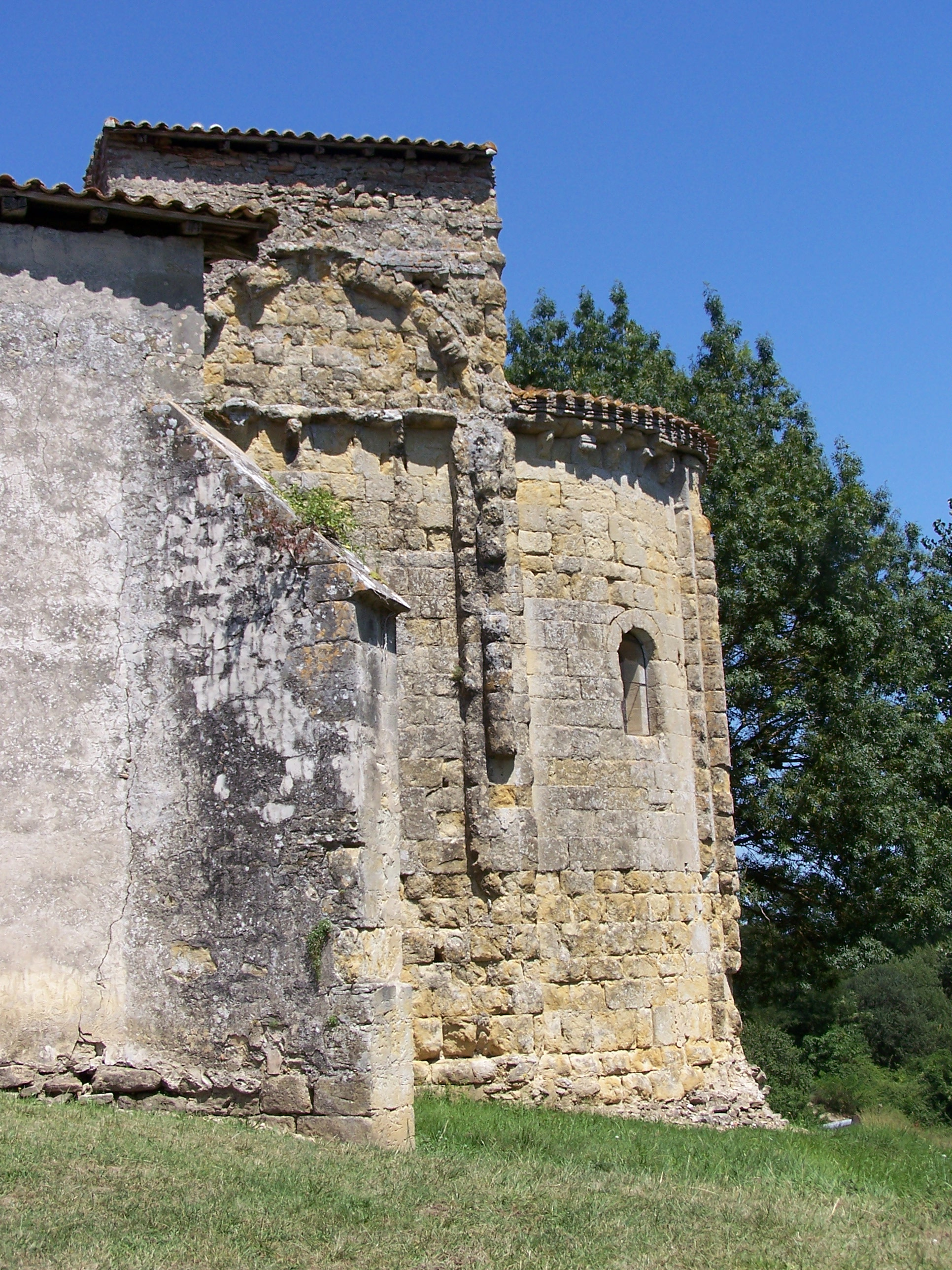
Vue sud du chevet de l'église (juil. 2009)
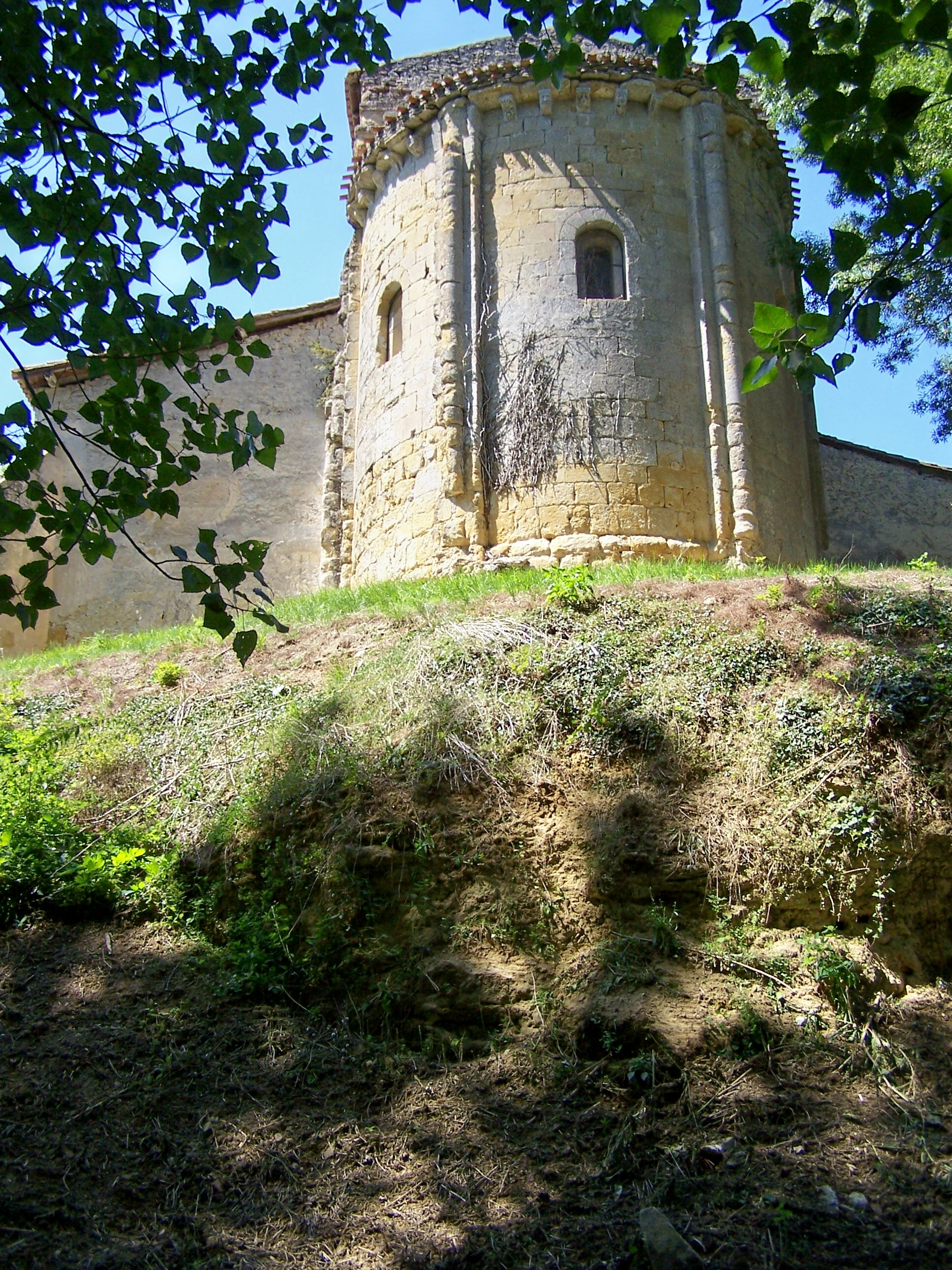
Le chevet vu de la vallée de la Bassanne en contrebas (juil. 2009)
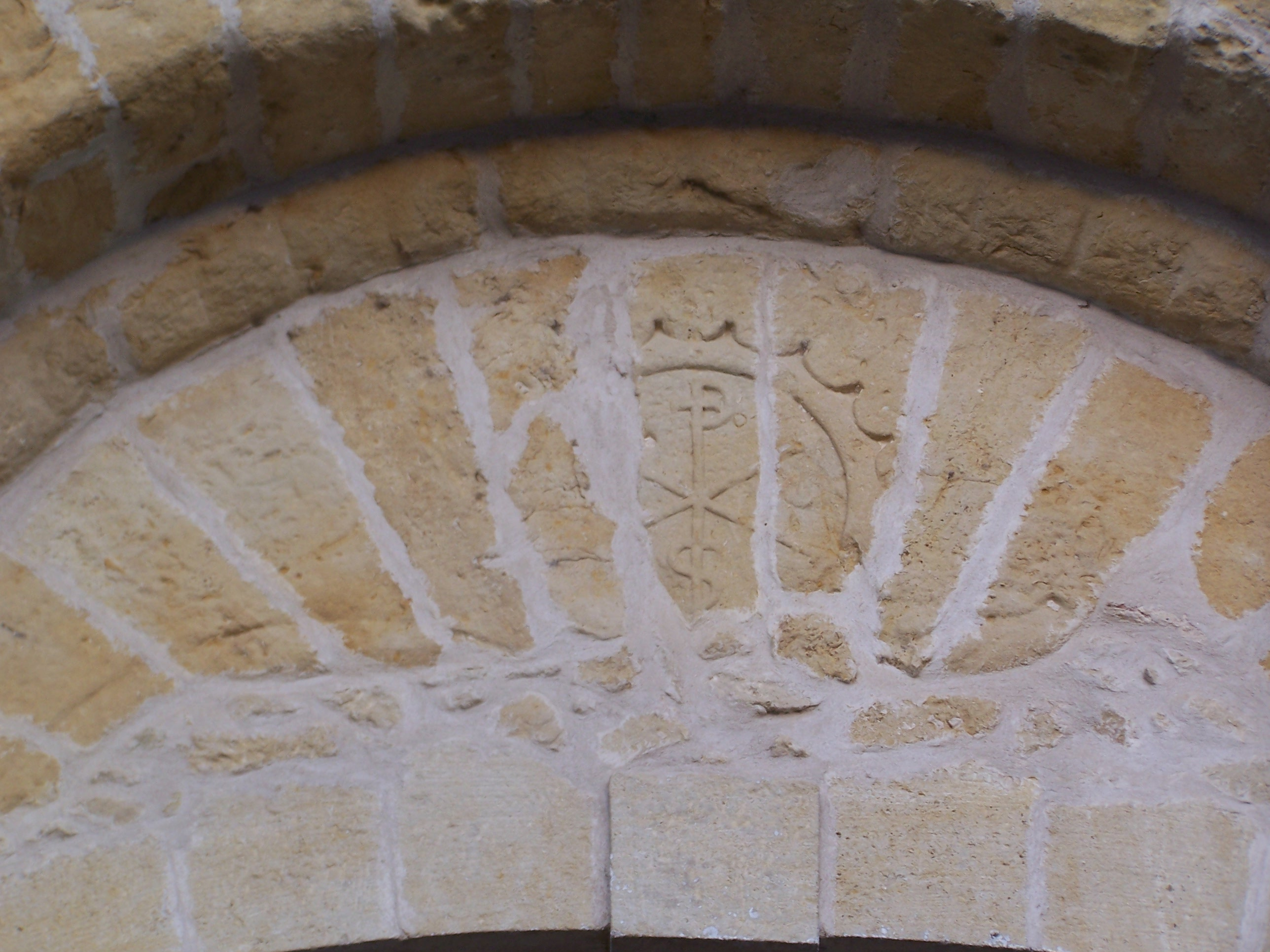
Le tympan et son chrisme (août 2015)
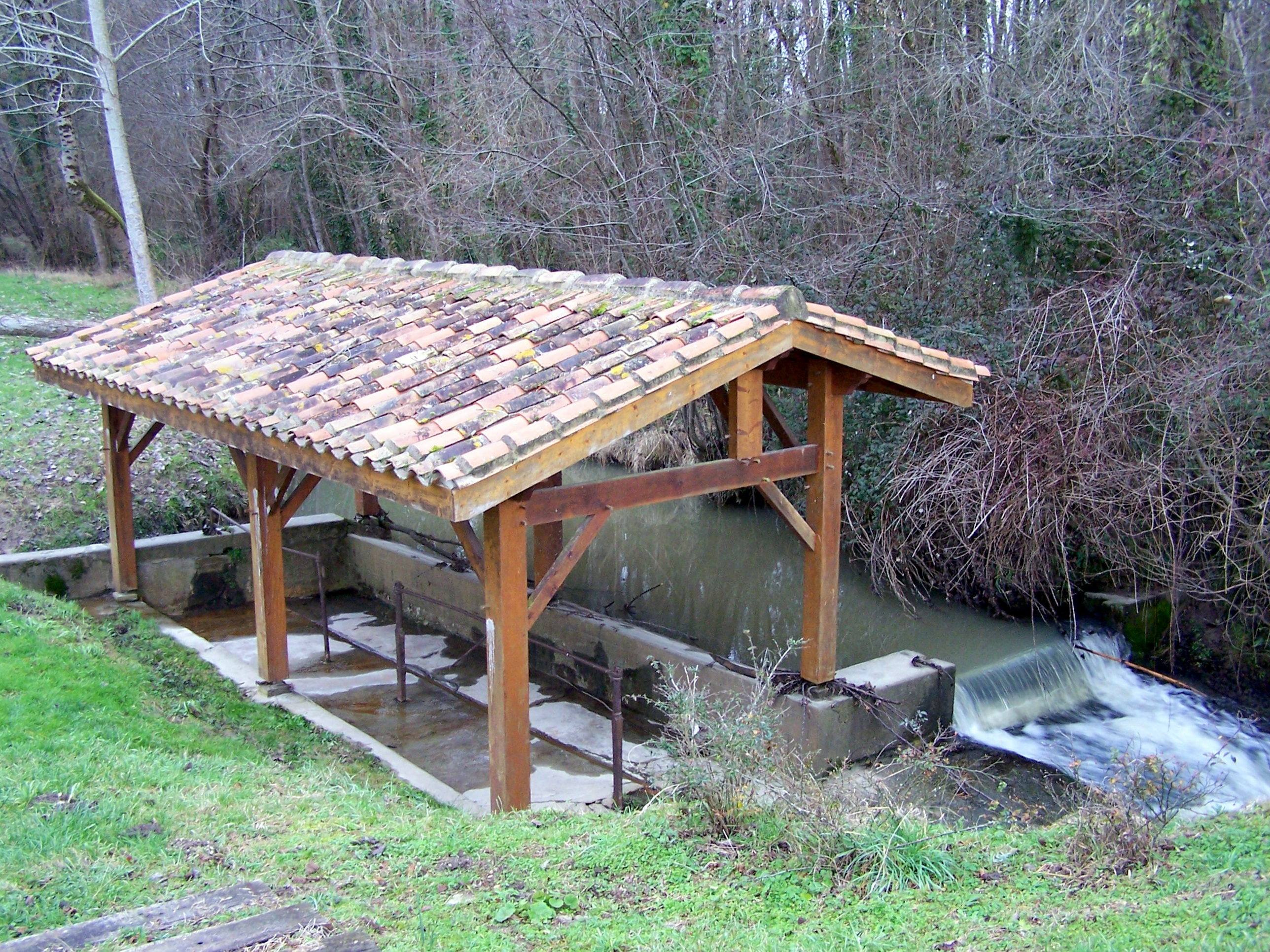
Le lavoir sur la Bassanne (janv. 2010)
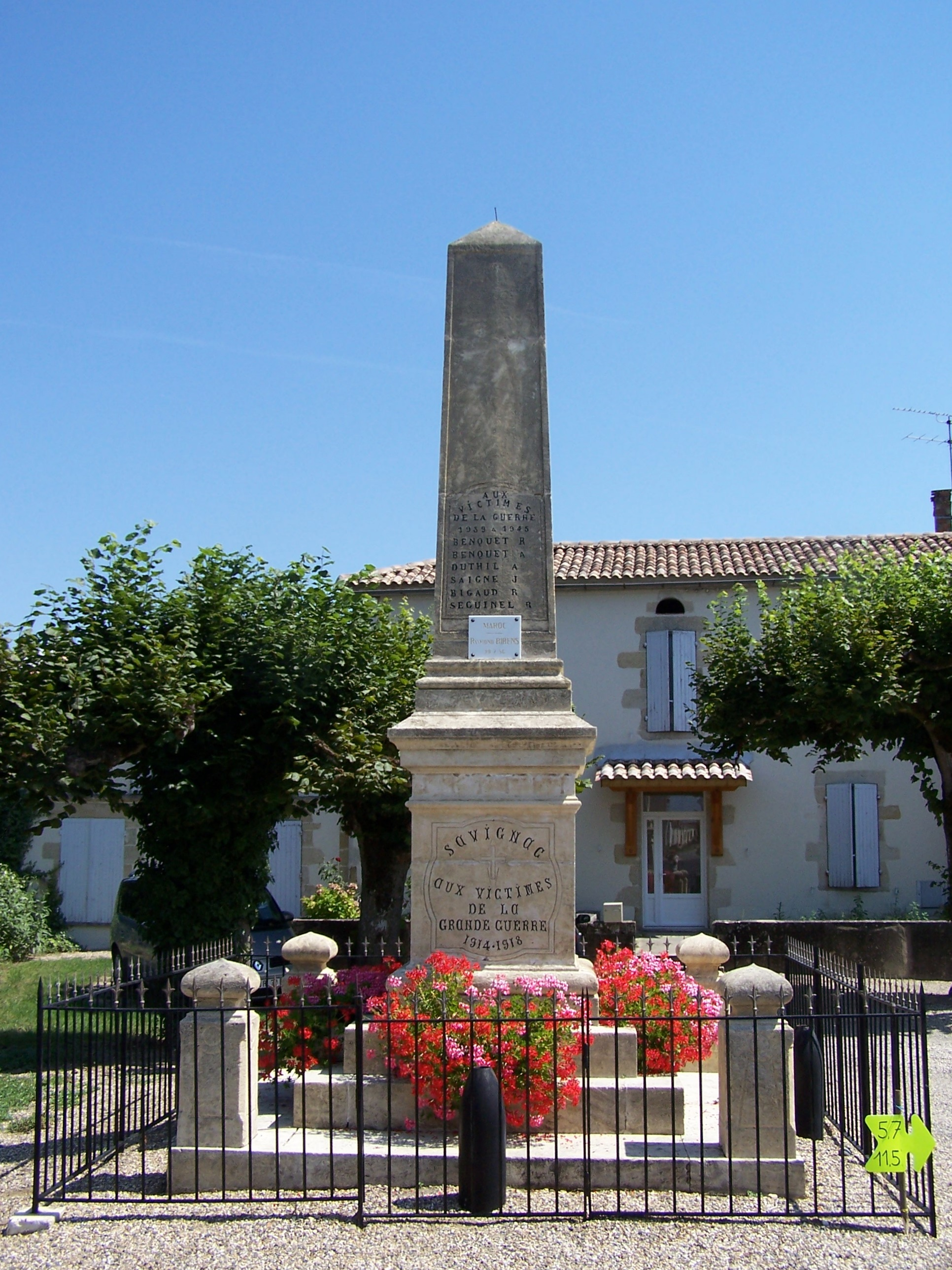
Le monument aux morts devant l'église (juil. 2009)

## Pèlerinage de Compostelle

### Personnalités liées à la commune
- Jean-Jacques Bel